# Lucifero (vescovo di Siena)
Lucifero (III secolo – IV secolo) è stato un vescovo italiano, primo titolare di Siena.

## Biografia
Lucifero è stato il primo vescovo di Siena, nominato nell'anno 306, due anni dopo la morte di sant'Ansano, considerato il primo evangelizzatore dei senesi. All'epoca, la sede vescovile era nell'antico Terzo di Città, dove era stata costruita la prima cattedrale di Siena dedicata a San Bonifazio. Lucifero è ritenuto un signore-feudatario.